# مولتن (آلاباما)
مولتن (به انگلیسی: Moulton) شهری در شهرستان لاورنس ایالت آلاباما است که مساحت آن ۱۵٫۵۵ کیلومتر مربع است و در سرشماری سال ۲۰۱۰ میلادی، ۳٬۴۷۱ نفر جمعیت داشته و تراکم جمعیتی آن، ۲۲۳٫۲۲ نفر در هر کیلومتر مربع بوده است.